# After: После судара
After: После судара (енгл. After We Collided) — амерички љубавни филм из 2020. године, у режији Роџера Камбла, по сценарију Ане Тод и Марија Селаја. Темељи се на истоименом роману Ане Тод. Други је део филмског серијала After, као и наставак филма After из 2019. године. Главне улоге глуме Џозефина Лангфорд и Хиро Фајнс Тифин.
Премијерно је приказан 2. септембра 2020. у одабраним државама, након чега је од 23. октобра истовремено приказиван у биоскопима и преко видеа на захтев у САД, односно 17. септембра у Србији. Као и његов претходник, добио је изузетно негативне критике, при чему су многи критичари критиковали радњу, ликове, глуму и гламуризовани приказ токсичних веза. Међутим, остварио је комерцијални успех зарадивши 48 милиона долара широм света. Наставак, : После пада, приказан је 2021. године.

## Радња
Након бурног почетка везе и шокантног открића, Теса и Хардин морају пронаћи начин да наставе своју романсу. Но, може ли љубав која не познаје границе заиста опстати? Теса полако почиње да увиђа како би могла да изгуби све. Хардин схвата да нема шта да изгуби — осим ње. Да ли је заиста спреман да се промени због љубави? Колико је она спремна да опрости и, још важније, да ли јој се заиста свиђа слика будућности с Хардином?

## Улоге
| Глумац            | Улога          |
| ----------------- | -------------- |
| Џозефина Лангфорд | Теса Јанг      |
| Хиро Фајнс Тифин  | Хардин Скот    |
| Луиза Ломбард     | Триш Данијелс  |
| Дилан Спраус      | Тревор Метјуз  |
| Кендис Кинг       | Кимберли       |
| Чарли Вебер       | Кристијан Ванс |
| Макс Рагоне       | Смит Ванс      |
| Селма Блер        | Керол Јанг     |
| Инана Саркис      | Моли Самјуелс  |
| Шејн Пол Макги    | Ландон Гибсон  |
| Хадиџа Ред Тандер | Стеф Џоунс     |
| Пија Мија         | Тристан        |
| Самјуел Ларсен    | Зед Еванс      |
| Дилан Арнолд      | Ноа Портер     |
| Карима Вестбрук   | Карен Скот     |
| Роб Естес         | Кен Скот       |